# Nadezhda Kondratieva
Nadezhda Kondratieva es una deportista soviética que compitió en esgrima, especialista en la modalidad de florete. Ganó dos medallas en el Campeonato Mundial de Esgrima en los años 1965 y 1967.

## Palmarés internacional
| Campeonato Mundial | Campeonato Mundial | Campeonato Mundial | Campeonato Mundial  |
| Año                | Lugar              | Medalla            | Prueba              |
| ------------------ | ------------------ | ------------------ | ------------------- |
| 1965               | París (Francia)    | Medalla de oro     | Florete por equipos |
| 1967               | Montreal (Canadá)  | Medalla de plata   | Florete por equipos |